# 앤절라 화이트
앤절라 화이트(Angela White, 1985년 3월 4일 ~ )는 오스트레일리아의 포르노 배우, 감독이다. AVN상 올해의 여배우상(2020), 올해의 여성 퍼포머상 3회(2018, 19, 20) 수상자이다.